# ONS Sneek
Maillots
Le ONS Sneek est un club néerlandais de football basé à Sneek.

## Historique
- 1932 : fondation du club